# Mahmoud Fahmi Abboud
Pour les articles homonymes, voir Abboud.
Mahmoud Fahmi Abboud (en arabe محمود فهمي عبود) est un peintre irakien né à Babil en 1962.  
Il a obtenu une maîtrise en beaux-arts de l'Académie des arts de Kharkiv en Ukraine. Il a travaillé comme concepteur visuel et écrivain de contes pour enfants et a publié environ 50 livres pour enfants.
De 1999 à 2002, il a enseigné la peinture à la Faculté des arts de la Norvège. Il a ensuite travaillé comme peintre et designer aux centres des enfants de Charjah. Il a donné des cours de dessin à Charjah entre 2002 et 2011.
Il travaille actuellement comme artiste à temps plein. Il a participé et organisé plusieurs expositions d'art aux Émirats arabes unis et à l'étranger et a reçu le premier prix de l'Association des beaux-arts des Émirats en 2013 pour trois peintures : Khatoon du Tigre, Vendredi matin et Une pause sur le toit. Son tableau Khatoon du Tigre a remporté le premier prix à l'exposition d'art des Émirats en 2013. Abboud a été honoré par le Département de la culture et de l'information du gouvernement de Charjah.
Abboud est membre de l'Association des beaux-arts de Charjah, membre de l'Association russe des beaux-arts. Il vit actuellement entre les Émirats arabes unis et le Canada,,,.